# Xinxin Mining Industry
Xinjiang Xinxin Mining Industry Company Limited («Синьцзян Синьсинь Майнинг Индастри») — китайская горнодобывающая и металлургическая компания, крупный производитель никеля, кобальта и других цветных металлов.

## История
В 1950 году была создана компания Sino-Russian Non-ferrous and Rare Metals. В декабре 1954 года она стала китайской государственной компанией, а в январе 1955 года сменила название на Xinjiang Industry Company. В июле 2000 года управление над Xinjiang Industry Company было передано Комиссии по надзору и управлению государственными активами Синьцзян-Уйгурского автономного района. В марте 2002 года для управления предприятиями цветной металлургии Синьцзяна была создана государственная Xinjiang Non-ferrous Metal Industry Group. 
В сентябре 2005 года в ходе реорганизации Xinjiang Non-ferrous Metal Industry Group на базе её никелевых активов была создана акционерная компания Xinjiang Xinxin Mining Industry. Её акционерами выступили Xinjiang Non-ferrous Metal Industry Group, Shanghai Yilian Kuangneng, Zhongjin Investment Group, Xiamen Zijin High-tech, Shaanxi Honghao Industry и Xinjiang Xinying New Material. В октябре 2007 года Xinxin Mining Industry вышла на Гонконгскую фондовую биржу.

## Деятельность
Компания Xinjiang Xinxin Mining Industry добывает и перерабатывает руду, выплавляет никель, медь, кобальт, золото, серебро, платину и палладий, производит никелевые, кобальтовые и медные катоды. Основными подразделениями компании являются рудник Kalatongke Mine (Фуюнь), плавильный завод Fukang Refinery (Фукан) и офис продаж в Шанхае.
По итогам 2022 года основные продажи пришлись на никелевый катоды (72,2 %), медные катоды (20,3 %), медный концентрат (3,4 %) и электролитический кобальт (1,4 %). 100 % продаж пришлись на внутренний рынок материкового Китая.

## Акционеры
Основными институциональными инвесторами Xinxin Mining Industry являются Zijin Mining Group (5,95 %), Dimensional Fund Advisors (1,05 %) и Чжоу Чуанью (0,52 %).